# Maurits Sabbebibliotheek
De Maurits Sabbebibliotheek in de Belgische stad Leuven is een onderzoeksbibliotheek van de Faculteit Theologie en Religiewetenschappen Leuven alsook een erfgoedbibliotheek waar historisch belangrijke stukken worden bewaard. Volgens de American Theological Library Association is het de grootste theologische bibliotheek ter wereld met jaarlijks meer dan 100.000 bezoekers.

## Historiek
In 1974 opende bijbelwetenschapper Maurits Sabbe een strak en functioneel bibliotheekcomplex van de hand van architect Paul Van Aerschot naast de huidige Pieter De Somer-aula. Bij aanvang omvatte de collectie 300.000 geschriften. Door de decentralisatie van de universiteitsbibliotheek bestond de bibliotheek uit de basiscollectie theologie, aangevuld met een bruikleen van de Zuid-Nederlandse provincie der jezuïeten en de seminariebibliotheek van het aartsbisdom Mechelen-Brussel. De collectie werd stelselmatig uitgebreid met schenkingen van jezuïeten uit Nederland, franciscanen en kapucijnen. Hierom besloot decaan Mathijs Lamberigts in 2000 tot een restauratie en uitbreiding die in 2002 werd afgerond. In 2004 werd de bibliotheek genoemd naar zijn eerste bezieler.

## Topstukken
- Dendermonde Codex van Hildegard van Bingen, een handschrift met een bijzondere verzameling van teksten en liederen, waaronder de Symphonia Harmoniae Caelestium Revelationum.
- De rijk geïllustreerde Anjou-bijbel uit 1340[3], gerestaureerd en gedigitaliseerd met het Koninklijk Instituut voor het Kunstpatrimonium en Illuminare - Studiecentrum voor Miniatuurkunst.[2]
- De bibliotheek van kardinaal Thomas d'Hénin-Liétard d'Alsace met 4.500 banden van voor de Franse Revolutie.
- Bibliotheca Imaginis Figuratae[5], digitaal beschikbare boeken uit de 17de-eeuwse jezuïetencollectie over emblemata en symbolen.[2]